# 長野県道79号小諸上田線
長野県道79号小諸上田線（ながのけんどう79ごう こもろうえだせん）は、長野県小諸市から上田市へ至る県道（主要地方道）である。

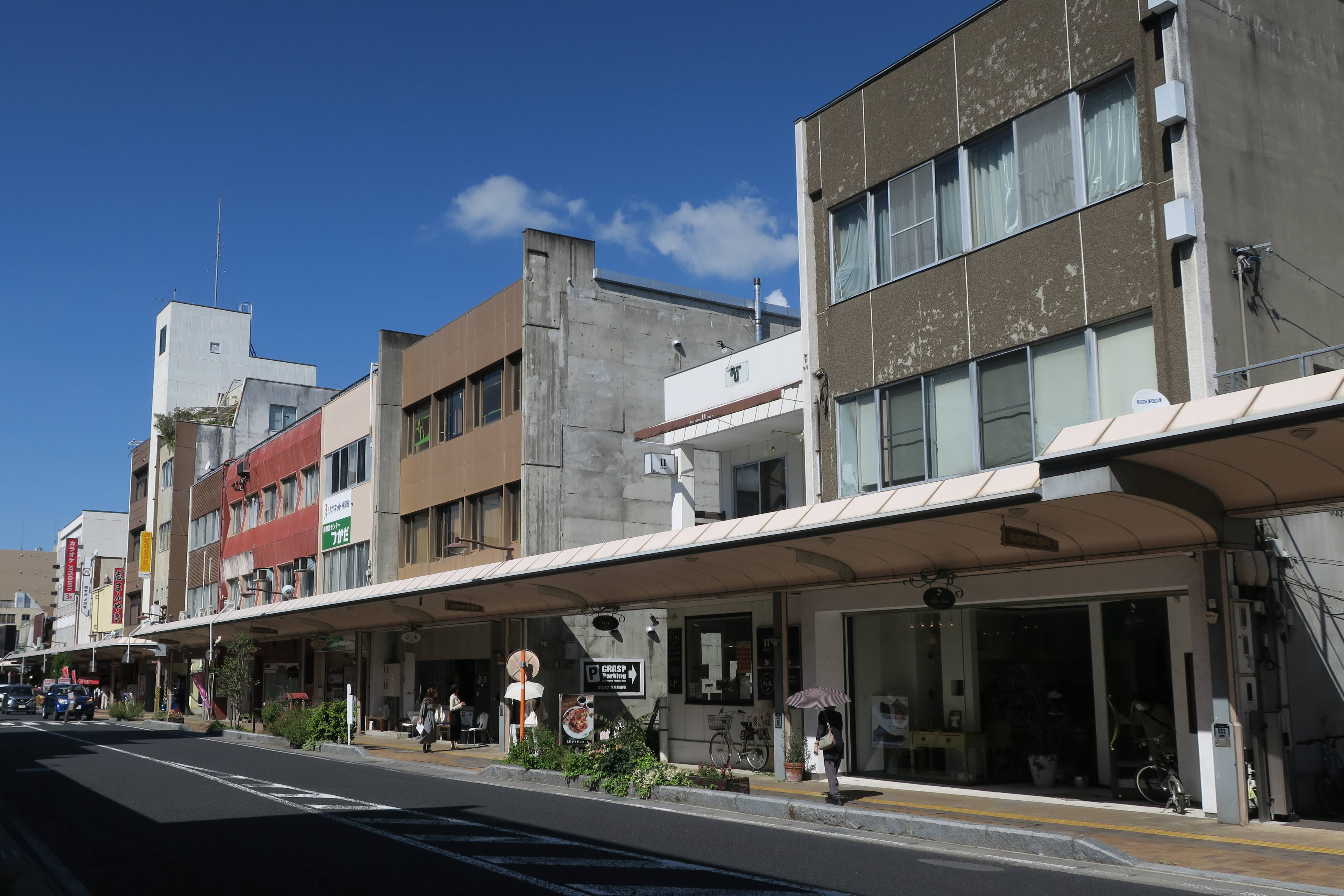
上田市中央（海野町商店街）

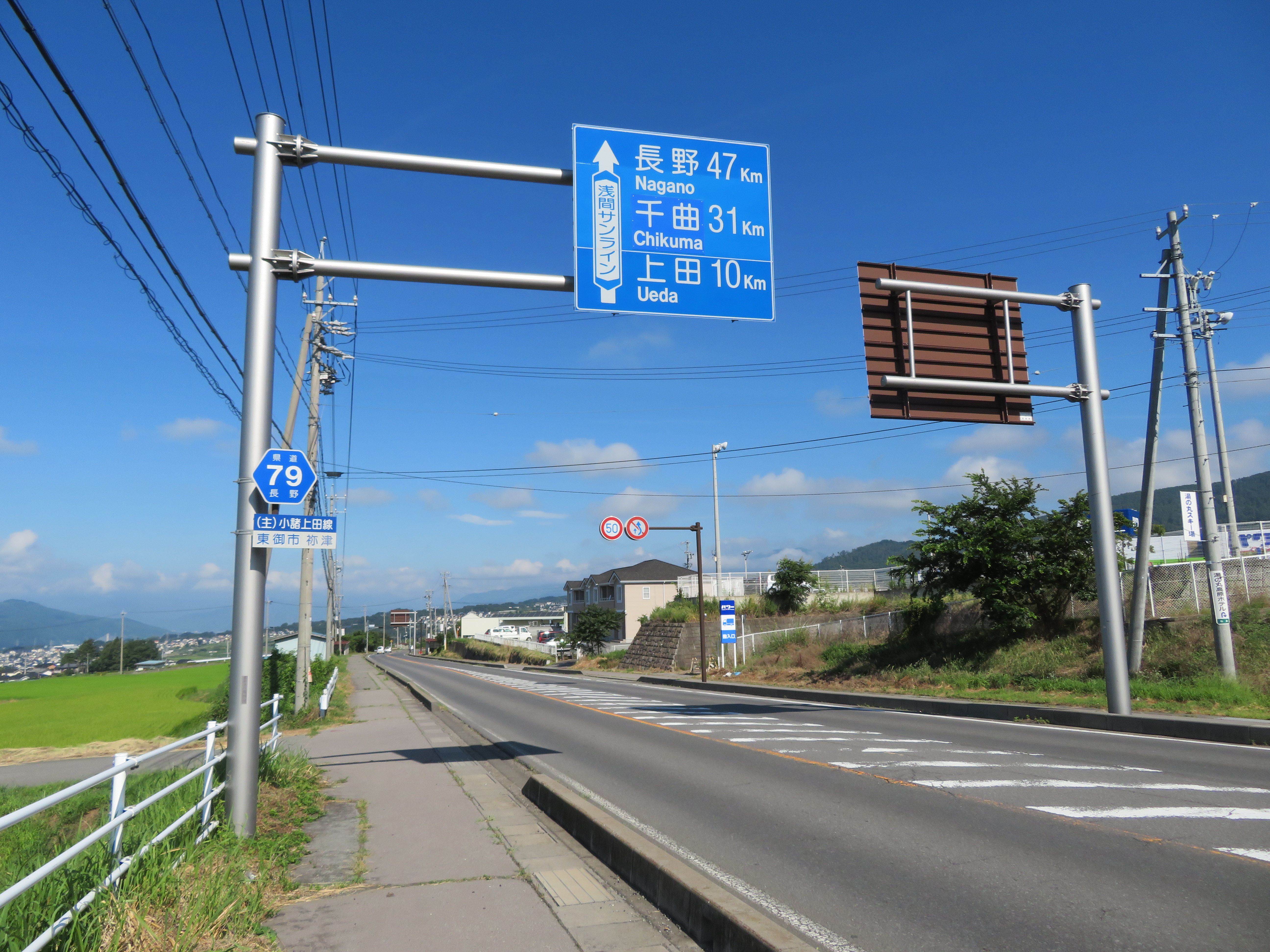
東御市祢津付近

## 概要
小諸IC北の信号機から栗林西の信号機までの区間は浅間サンライン（浅間山麓広域農道）の区間になる。

### 路線データ
- 起点：小諸市市町（国道141号交点）
- 終点：上田市常田（国道141号交点）

## 歴史
- 1959年（昭和34年）8月1日：小諸上田線を認定。
- 1993年（平成5年）5月11日 - 建設省から、県道小諸上田線が小諸上田線として主要地方道に指定される[1]。

## 路線状況

### 道の駅
- 道の駅雷電くるみの里

## 地理

### 通過する自治体
- 小諸市
- 東御市
- 上田市

### 交差する道路
- 国道141号（小諸市市町、起点）
- 国道18号（小諸市諸・諸入口交差点）
- 長野県道79号小諸上田線 旧道（小諸市諸・小諸IC東交差点）
- 上信越自動車道小諸インターチェンジ（小諸市西原・小諸IC交差点）
- 長野県道80号小諸軽井沢線（小諸市滝原・小諸IC北交差点）
- 長野県道94号東御嬬恋線（東御市滋野乙・別府交差点）
- 長野県道4号真田東部線（東御市鞍掛・鞍掛交差点）
- 長野県道81号丸子東部インター線（東御市祢津・東部湯の丸IC入口南交差点）
- 長野県道483号大屋停車場田沢線（東御市和・下大川交差点）
- 長野県道176号下原大屋停車場線（上田市芳田・豊里郵便局前交差点）
- 国道18号 上田バイパス（上田市古里・岩門西交差点）
- 国道18号（上田市常田・常田3丁目交差点）
- 国道141号（上田市常田・科野大宮社前交差点、終点）

旧道
- 長野県道79号小諸上田線（小諸市諸・小諸IC東交差点）
- 長野県道80号小諸軽井沢線（小諸市滝原・滝原交差点）
- 長野県道79号小諸上田線（小諸市滝原・小諸IC北交差点）